# Amphioctopus marginatus
Amphioctopus marginatus ook bekend als de kokosnootoctopus of de geaderde octopus, is een inktvis uit het geslacht Amphioctopus. Hij komt voor in de tropische wateren in het westen van de Grote Oceaan.

## Beschrijving
Zijn mantellengte bedraagt 8 cm en met zijn armen gestrekt is hij 15 cm groot.
Deze octopus heeft een typerend kleurenpatroon met donkere, vertakte lijnen, die op aderen lijken, meestal met een gele sifon. De armen zijn meestal donker van kleur met contrasterende witte zuignappen.

## Gedrag
De soort heeft de bijzondere eigenschap om zich op twee poten voor te bewegen en kokosnoten te verzamelen om als schuilplaats te gebruiken.